# (3687) Dzus
(3687) Dzus es un asteroide perteneciente al cinturón de asteroides, descubierto el 7 de octubre de 1908 por A. Kopff desde el Observatorio de Heidelberg-Königstuhl, Alemania.

## Designación y nombre
Designado provisionalmente como A908 TC. Fue nombrado Dzus en homenaje a “Paul K. Dzus”, miembro del equipo del Centro de Planetas Menores.